# Diptiek met kruisiging en laatste oordeel
De Diptiek met kruisiging en laatste oordeel is een schilderij in olieverf origineel geschilderd op eikenhouten paneel, toegeschreven aan Jan van Eyck. Het werk werd in 1867 overgebracht op canvas. De kruisiging zou van de hand van Jan van Eyck zelf zijn, het laatste oordeel zou gemaakt zijn door Van Eyck en zijn atelier. Gezien de kleine afmetingen was het werk waarschijnlijk bedoeld voor privédevotie.
De vleugels waren ook op de buitenzijde beschilderd in grisaille met telkens een heiligenbeeld op een sokkel, maar die afbeeldingen zijn waarschijnlijk verloren gegaan tijdens de overbrenging op doek in 1867.

## Geschiedenis
De eerste die het werk beschreef, nadat hij het gezien had bij Dmitry Tatishchev de Russische ambassadeur in Wenen, was Johann David Passavant. Tatishchev zou het gekocht hebben in een Spaans klooster bij Madrid (of bij Burgos), tussen 1814 en 1821 toen hij ambassadeur was in Spanje. Hij schonk het werk in 1845 aan tsaar Nicolaas I die het onderbracht in de Hermitage in Sint-Petersburg. Het werd in 1931 door de Sovjets verkocht aan Charles Henschel van de kunsthandel M. Knoedler & Company. Die verkocht het werk in 1933 aan het Metropolitan Museum of Art in New York.

## Toewijzing en datering
In de loop der jaren zijn de panelen toegeschreven aan zowel Jan en Hubert van Eyck als aan Petrus Christus. In 1841 schreef Passavant het tweeluik gezamenlijk toe aan de gebroeders van Eyck. In 1853 had hij zijn mening herzien en schreef het werk uitsluitend toe aan Jan. Gustav Waagen de eerste directeur van de Gemäldegalerie in Berlijn, schreef de diptiek in het midden van de 19e eeuw toe aan Petrus Christus. Hij baseerde zich daarvoor op de gelijkaardige compositie van dit werk en een Laatste Oordeel van Petrus Christus uit 1452 dat zich in Berlijn bevond. In 1917 werden ze door het Hermitage-museum toegeschreven aan Jan van Eyck. In de catalogus van het Metropolitan wordt het werk nu toegeschreven aan Jan van Eyck en een assistent en gedateerd op ca. 1440-1441.
Wat de datering betreft lopen de meningen waarvoor men zich baseert op kunstenaar, stijl, mode van de kleding en dies meer, uiteraard ook sterk uiteen met data van 1400 tot 1440. Till-Holger Borchert gaat uit van een datum omstreeks 1440.,

## Diptiek of Triptiek
Het wordt niet uitgesloten dat de twee paneeltjes de zijvleugels zouden zijn van een triptiek waarvan het middendeel verloren ging. Otto Pächt is van oordeel dat er niet voldoende aanwijzingen zijn om die thesis te onderschrijven en Erwin Panofsky noemde de triptiekhypothese vrij onwaarschijnlijk gezien de prachtige gedetailleerde afwerking van de panelen. Die zorg werd in die tijd normaal niet besteed aan zijpanelen. Volgens sommigen zou het ook mogelijk zijn dat de twee paneeltjes de deuren van een tabernakel waren.

## Formaat
Het formaat van de afbeeldingen is vrij bijzonder. In de tijd dat het werk tot stand kwam werd het laatste oordeel meestal afgebeeld in een verticaal ontwerp omdat het onderwerp er zich toe leende, maar voor het schilderen van een kruisiging werd meestal gekozen voor een horizontaal formaat. Van Eyck was hierdoor verplicht een vrij revolutionair ontwerp voor zijn kruisiging te maken. Ondanks het smalle formaat slaagde hij erin om zijn werk tot een schitterend voorbeeld van een volkreicher Kalvarienberg te maken.
De kruisiging bestaat uit drie taferelen onder elkaar geplaatst. Op de voorgrond plaatste hij de treurende vrouwen en Johannes. In het midden zien we de soldaten en een grote menigte kijklustigen. Bovenaan zien we drie zeer hoge kruisen met daarachter, in het dal, de stad Jeruzalem en op de achtergrond een berglandschap onder een duister wordende blauwe lucht met enkele wolken. De berg Golgotha beslaat ongeveer drie kwart van het paneel en het geheel voldoet vrij goed aan de regels van het perspectief, op de grootte van de tegen de lucht afstekende kruisen na, hoewel dit niet storend werkt. Van Eyck combineerde in zijn werk het totaalzicht, de beschouwing op afstand van het gebeuren met het detail zicht van minutieus uitgewerkte gezichten, kleding, rotsen en andere objecten.
Ook het laatste oordeel bestaat uit drie boven elkaar geplaatste taferelen. In het bovenste zien we een Majestas Domini, Christus als rechter, met aan zijn rechterhand Maria en links van hem Johannes de Doper en daaronder een beeld van het hemelse rijk. In het middelste tafereel dat vrij klein is, zien we het einde der tijden en de verrijzenis van de doden. In het derde tafereel onderaan, zien we de afbeelding van de hellemond.

## Beschrijving

### Kruisiging
Christus hangt aan het middelste kruis met links en rechts van hem de veroordeelde moordenaars. Hij is aan het kruis genageld, de twee anderen zijn aan het kruis gebonden. Boven zijn hoofd hangt het bord met de tekst Jezus van Nazareth, koning der joden in het Hebreeuws, het Grieks en het Latijn. Op de achtergrond zien we in het dal achter de berg Golgotha de stad Jeruzalem. De maan die aan de hemel staat is afgebeeld als een astronomisch object met zijn vlekken en zeeën zoals wij ze van op aarde zien. Dit is het vroegste kunstwerk in de westerse kunstgeschiedenis waarop de maan zo werd afgebeeld.
De drie kruisen zijn omringd door een dichte menigte van Romeinse soldaten en joden. In de achtergrond ziet men nog kijklustigen die onderweg zijn om het spektakel te kunnen meemaken. We zien Longinus met zijn lans in de zijde van Christus steken, hij wordt daarbij geholpen door een assistent omdat hij, volgens de legendes rondom zijn persoon, blind was. Tegen het kruis leunt de speer met een spons erop, die gedoopt was in azijn, waarmee Jezus te drinken kreeg. Uiterst rechts, aan het hoofd van de groep ruiters, zien we de Romeinse honderdman op het moment dat hij uitroept ‘Dit was waarlijk de zoon van God’ (Mattheus 27:54). Hij werd afgebeeld met gespreide armen, kijkend naar Jezus.
Op de voorgrond zien we de treurende vrouwen en Johannes: Maria de moeder van Jezus getroost door Johannes, een anonieme zuster van Maria en Maria de vrouw van Kleopas. Maria Magdalena zit een beetje afgescheiden rechts van die groep, geknield en met gevouwen handen kijkend naar de gekruisigde. Links en rechts van deze groep staan twee vrouwen waarvan de linkse naar de kruisiging kijkt, de rechtse vrij onbewogen naar de treurende vrouwen. De rechtse werd door de kunsthistorici geïdentificeerd als de Sibille van Erythrae of de sibille van Cumae, de andere zou een of andere profetes of sibille voorstellen.
Uit de details kunnen we opmaken det het tijdstip dat werd afgebeeld dadelijk na de dood van Christus was. Onder meer de lanssteek en de roep van de honderdman zijn duidelijke aanwijzingen.

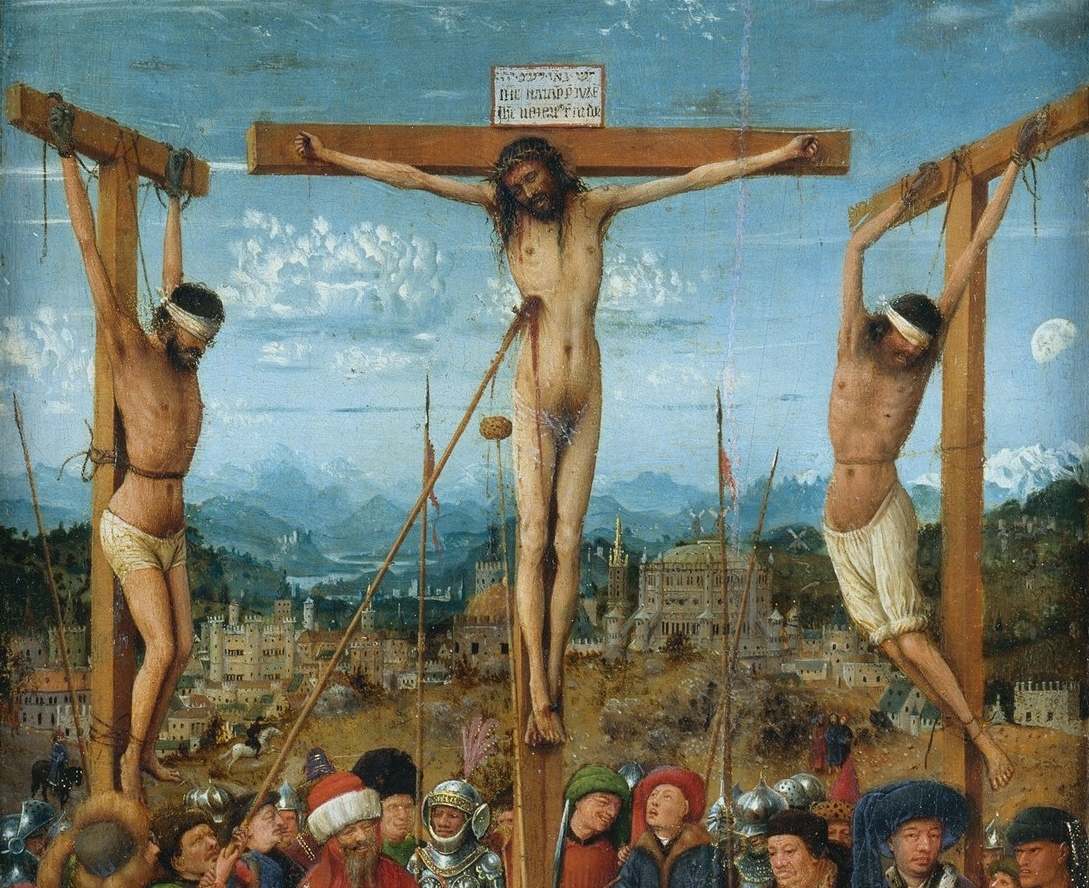
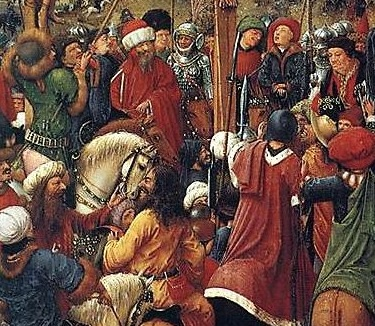
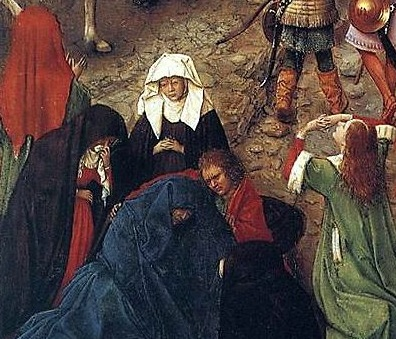

### Laatste oordeel
Op het bovenste deel van dit paneel is het hemelse hof afgebeeld. We zien de Maagd Maria, Christus en Johannes de Doper. Christus met een stralende aureool gehuld in een rode mantel, is gezeten op een regenboog voor zijn kruis, dat gedragen wordt door twee engelen en hij toont zijn wonden. Naast hem zweven twee andere engelen met de werktuigen van de passie. In elke hoek blazen vier engelen op bazuinen om het einde der tijden aan te kondigen. Rechts van Christus zien we zijn moeder gehuld in een blauw kleed en een blauwe mantel, waaronder ze de goede zielen beschermt. Achter haar staan een aantal engelen met een gouden diadeem op het hoofd met een kruisje erop. Links van Christus zien we Johannes de Doper in zijn tuniek van kemelhaar en een groene mantel, ook met een aantal engelen met diadeem achter zich. Er is een Latijnse tekst geschreven, in de vorm van een andreaskruis, deels over de mantel van Christus en deels over zijn halo. De tekst komt uit het evangelie volgens Mattheüs 25:34: ‘Venite benedicti Patris mei, possidete [paratum vobis] regnum [a constitutione mundi’ (Kom gezegenden van mijn Vader, neem het koninkrijk in bezit dat sedert de grondvesting van de wereld voor jullie bestemd was). Voor Christus zien we twee banken met daarop de apostelen, in het wit gekleed en op blote voeten. Tussen de banken met de apostelen komen de heilige maagden naar voren. Voor de banken verwelkomen twee engelen een aantal monniken en kerkelijke en wereldlijke hoogwaardigheidsbekleders.
In het middelste tafereel is het einde der tijden afgebeeld, links op het land en rechts op zee. In de achtergrond zien we op land de wereld verteerd worden door het vuur en in de voorgrond van het tafereel, staan de doden op uit hun graf. Aan de rechterkant komen de mensen die verdronken waren op zee terug aan de oppervlakte. Tussen land en zee staat de aartsengel Michaël tussen de hemel en de hellepoort.
Het onderste tafereel bestaat uit een afbeelding van de dood met de beenderen van zijn armen en benen gespreid boven de hellemond. Onder hem vallen de naakte lichamen van de verdoemden in de hel. In de hel herkent men evengoed dan in de hemel wereldlijke en kerkelijke hoogwaardigheidsbekleders, maar hier gepijnigd door de vlammen en gekweld door de duivels.

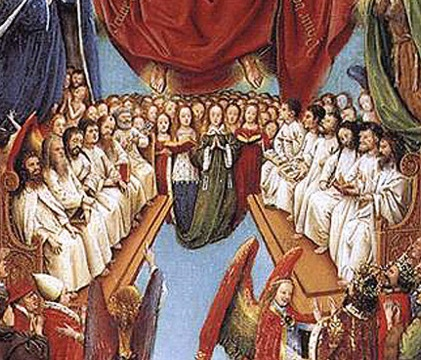
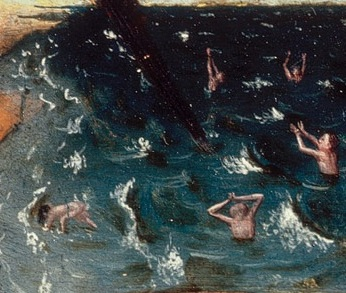
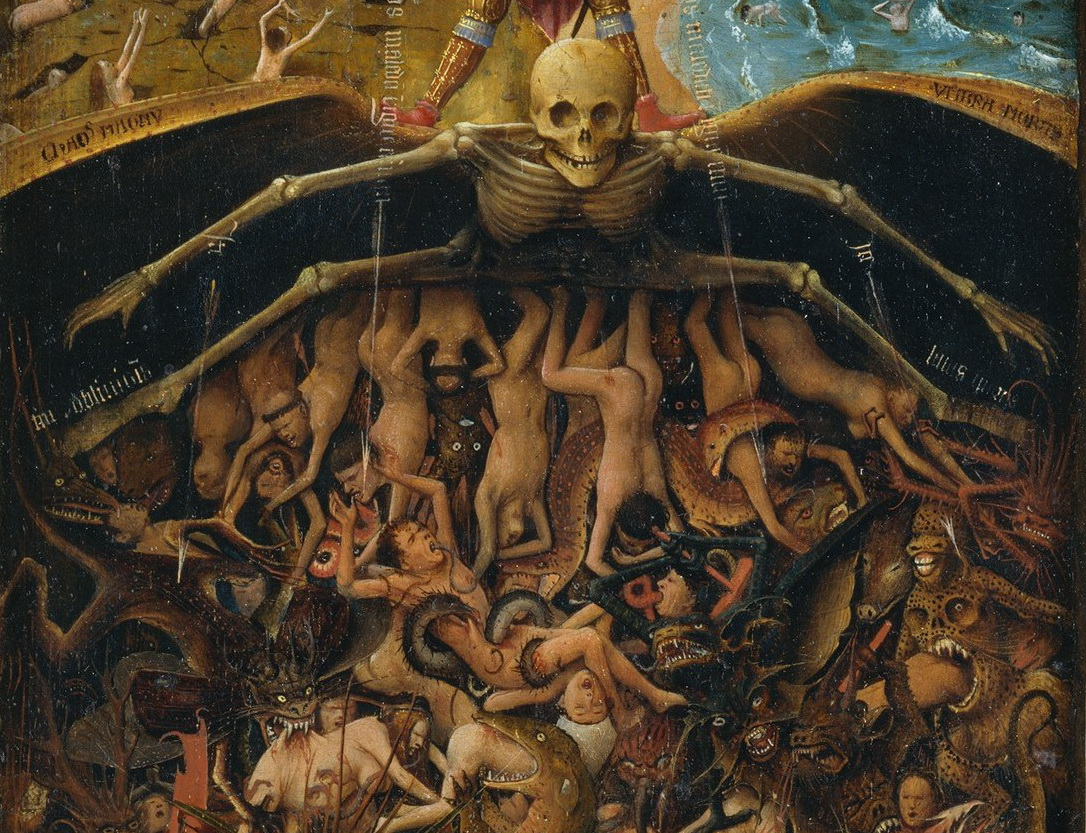

## Geschiedenis
De eerste die het werk beschreef was Johann David Passavant die het werk beschreef nadat hij het gezien had bij Dmitry Tatishchev de Russische ambassadeur in Wenen. Die zou het gekocht hebben in een Spaans klooster bij Madrid (of bij Burgos), tussen 1814 en 1821 toen hij ambassadeur was in Spanje. Hij schonk het werk in 1845 aan tsaar Nicolaas I die het onderbracht in de Hermitage in Sint-Petersburg. Het werd in 1931 door de Sovjets verkocht aan Charles Henschel van de kunsthandel M. Knoedler & Company. Die verkocht het werk in 1933 aan het Metropolitan Museum of Art in New York.

## Toewijzing en datering
In de loop der jaren zijn de panelen toegeschreven aan zowel Jan en Hubert van Eyck als aan Petrus Christus. In 1841 schreef Passavant het tweeluik gezamenlijk toe aan de gebroeders van Eyck. In 1853 had hij zijn mening herzien en schreef het werk uitsluitend toe aan Jan. Gustav Waagen de eerste directeur van de Gemäldegalerie in Berlijn, schreef de diptiek in het midden van de 19e eeuw toe aan Petrus Christus. Hij baseerde zich daarvoor op de gelijkaardige compositie van dit werk en een Laatste Oordeel van Petrus Christus uit 1452 dat zich in Berlijn bevond. In 1917 werden ze door het Hermitage-museum toegeschreven aan Jan. In de catalogus van het Metropolitan wordt het werk nu toegeschreven aan Jan van Eyck en een assistent en gedateerd op ca. 1440-1441.
Wat de datering betreft lopen de meningen waarvoor men zich baseert op kunstenaar, stijl, mode van de kleding en dies meer, uiteraard ook sterk uiteen met data van 1400 tot 1440. Till-Holger Borchert gaat uit van een datum omstreeks 1440.,